# Fernando Rodríguez-Izquierdo y Gavala
Fernando Rodríguez-Izquierdo y Gavala (Sevilla, 1937 - Sevilla, 8 de enero de 2025) fue un profesor universitario, escritor, poeta y traductor español, conocido sobre todo por la difusión que hizo de la cultura japonesa y del haiku especialmente.

## Reseña biográfica
El profesor Rodríguez-Izquierdo aprendió japonés en sus años de novicio jesuita, cuando estuvo varios años destinado en Tokio. En esta ciudad se graduó en Lengua y Cultura Japonesas por la Universidad de Sophia en 1965. Fue profesor titular de Filología Hispánica en la Universidad de Sevilla de 1975 a 2006, y uno de los más reputados traductores de haiku y de literatura japonesa en español. En 1996 recibió el Premio Internacional "NOMA" de traducción del japonés al español por su traducción de "El rostro ajeno", de Kobo Abe, y en 2006 el Gobierno japonés le otorgó la Orden del Sol Naciente por su labor de difusión de la cultura japonesa a través de sus libros, artículos y conferencias. Colaboró con varias revistas y ediciones digitales así como con los principales portales web de cultura japonesa. 
Falleció en Sevilla el 8 de enero de 2025. 

## Distinciones
- 1996, Premio Internacional "NOMA" por su traducción de "El rostro ajeno", de Kobo Abe'.[3]
- 2006, Premio Orden del sol naciente por el Gobierno de Japón'.[4]

## Obra
Libros de haiku
- El haiku japonés historia y traducción : evolución y triunfo del haikai, breve poema sensitivo, Editorial Guadarrama, Madrid, 1972, ISBN 978-84-250-5007-3 .[5] Editorial Hiperion, Madrid, 1994, ISBN 978-84-7517-402-7 [6]

- Estrenar ojos : (antología de haikus), Editorial Universidad de Sevilla, Sevilla, 2019 ISBN 978-84-472-2846-1[7]

- Luna de arena : de la palabra al haiku, Editorial Satori, Gijón, 2018 ISBN 978-84-17419-11-0[8]

Libros de poesía
- Recinto en la palabra, Editorial Gallo de Vidrio,  Sevilla, 1983, ISBN 978-84-398-0517-5  [9]

- Del ritmo a la caricia, Barro Grupo Poético, Sevilla, 1984 [10]

- Rondel para una ola, Editorial Asociación Prometeo de Poesía, Madrid, 1988  ISBN 978-84-404-1838-8[11]

- Una silla de astros, Editorial Rialp, Madrid, 1989,  ISBN 978-84-321-2681-0[12]

- Un haiku en el arco iris, Secretariado de Publicaciones, Universidad de Sevilla,  Sevilla, 2007, ISBN 978-84-472-1077-0 [13]

- A zaga de tu huella, Dossoles, Burgos, 2009,  ISBN 978-84-96606-55-5[14]

Traducciones
- El rostro ajeno, de Kobo Abe, Editorial Siruela, Madrid, 1994,  ISBN 978-84-7844-199-9[15]

- Amores de un vividor, de Saikaku Ihara, Editorial Alfaguara, Madrid, 1983,  ISBN 978-84-204-0903-0[16]

- El arpa birmana, de Michio Takeyama, Ediciones del Viento, La Coruña, 2004,  ISBN 978-84-933001-6-0[17]

- Salto mortal, de Kenzaburo Oé, Editorial Seix Barral, Barcelona, 2012, ISBN 978-84-322129-1-8[18]

Editorial Satori. Colección Maestros del haiku:

- Sueño de la libélula, de Natsume Soseki, 2013
- Por sendas de montaña, de Matsuo Basho, 2013
- Tintes del cielo, Natsume Soseki, 2013
- En la ceniza escribo, Akutagawa Ryunosuke, 2015
- Mi nueva primavera, Kobayshi Issa, 2015
- En un sueño pintado, Yosa Buson, 2016
- Violeta agreste, Chiyo, 2016
- Leve presencia, Matsuo Basho, 2016
- Gato sin dueño, Tan Taigi, 2017
- Flores del Buda, Yosa Buson, 2018
- Cuanto abarcan los ojos, Takahama Kyoshi, 2018
- Una estrella fugaz, Takarai Kikaku, 2019
- Caja de marionetas, Akutagawa Ryunosuke, 2019
- Luz de otra vida, Kobayshi Issa, 2020
- En alas del viento, Escuela de Basho, 2021
- Ruego a la mariposa, Masaoka Shiki, 2022
- Al sol naciente, Masaoka Shiki, 2022
- Primavera de dioses, Precursores de Basho (VV. AA.), 2023
- Aguacero en la tarde, Den Sute-Jo, 2024